# 2009 en Slovénie
Cet article présente les faits marquants de l'année 2009 en Slovénie.

## Évènements

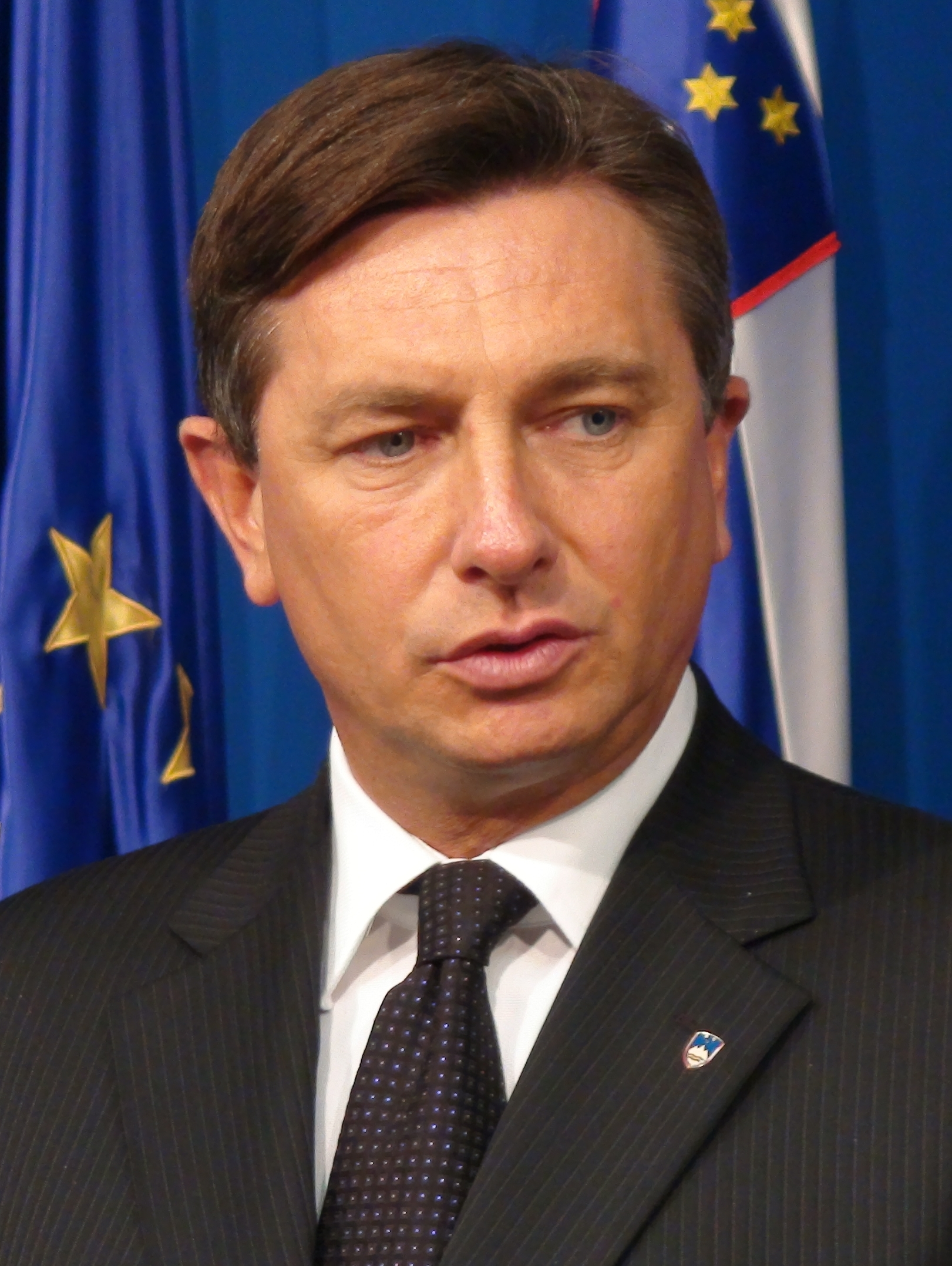
Borut Pahor (mai 2009)

### Février
- Jeudi 5 février 2009 : le Premier ministre Borut Pahor a accepté de rencontrer le premier ministre  croate Ivo Sanader prochainement pour parler de leur conflit frontalier qui bloque les négociations d'adhésion de la Croatie à l'Union européenne, après un appel téléphonique de ce dernier. Les Slovènes avaient refusé leur feu vert à la poursuite des négociations d'adhésion à cause d'un différend sur la revendication de part et d'autre d'une petite bande de terrains et de zone côtière et maritime datant de 1991, année de l'indépendance de ces deux ex-républiques yougoslaves[1].

### Juin
- Vendredi 19 juin 2009 : le ministère de la Santé annonce le premier cas confirmé de grippe A(H1N1) chez une femme de retour de New York.

### Juillet
- Vendredi 24 juillet 2009 : l'ensemble des 27 pays de l'UE sont convenus que la Croatie satisfaisait aux critères d'adhésion sur le chapitre de la libre circulation des travailleurs, mais la Slovénie « a émis des réserves » et a mis son veto à l'adoption du chapitre 14 sur la libre circulation des travailleurs. Le gouvernement de Ljubljana bloque les négociations d'adhésion de la Croatie à l'UE en raison d'un conflit frontalier. Les deux pays revendiquent chacune, depuis leur indépendance de l'ex-Yougoslavie en 1991, des bandes frontalières terrestres et maritimes sur l'Adriatique.